# GameStop
GameStop公司（英語：GameStop Corporation，：GME），也譯作「遊戲驛站」，是美国电子游戏、消费性电子产品与无线服务销售商。

## 历史
1984年成立，总部位于德克萨斯州格雷普韦恩，在美国、加拿大、澳大利亚、新西兰和欧洲经营6,457家零售店，零售店主要以GameStop、EB Games和Micromania品牌运作。除零售店外，遊戲驛站还持有网页游戏网站Kongregate，电子游戏杂志《Game Informer》，苹果产品转销商Simply Mac，以及AT&T无线转销商Spring Mobile；还运作AT&T品牌预付费无线零售商Aio Wireless。GameStop首席执行官（CEO）是朱利安·保羅·雷恩斯。
2021年1月，一场空头挤压导致遊戲驛站的股价在几周内上涨了500%；截至2021年1月29日，遊戲驛站的股价达到了483美元的历史盘中高点。这一效应部分归功于Reddit社区r/wallstreetbets。伊隆·马斯克在推特上发文「Gamestonk!」提及Reddit社区后，引发了随后的盘后交易跳水。Matt Levine将这一情况与2012年SEC指控Philip Falcone的「空头挤压」进行了比较。同時事件引發鑽石手（Diamond hand）一字的潮流。
Gamestop原定於2024年6月14日舉行年度股東大會，但由於許多投資人想在線上觀看，數以萬計的人群湧向Twitch、YouTube和X頻道，以及小型投資者的個人聊天室，結果造成公司網站數次崩潰，直播也沒成功。經過近一個小時的失敗嘗試後，公司宣布，股東會延至美東時間6月17日下週上午11:30舉行。